# Le Temple-de-Bretagne

Localització de Le Temple-de-Bretagne

Le Temple-de-Bretagne (en bretó Templ-Breizh) és un municipi francès, situat a la regió de país del Loira, al departament de Loira Atlàntic, que històricament ha format part de la Bretanya. L'any 2006 tenia 1.768 habitants. Limita amb els municipis de Fay-de-Bretagne, Vigneux-de-Bretagne, Cordemais i Malville.

## Demografia
| 1962                                       | 1968 | 1975 | 1982  | 1990  | 1999  |
| ------------------------------------------ | ---- | ---- | ----- | ----- | ----- |
| 499                                        | 519  | 612  | 1.009 | 1.420 | 1.557 |
| Des de 1962: població sense dobles comptes |      |      |       |       |       |

## Administració
| Període     | Identitat                  | Partit |
| ----------- | -------------------------- | ------ |
| 1812 - 1821 | Jean Rebondin              |        |
| 1821 - 1829 | Rémi Nicaise               |        |
| 1829 - 1831 | Jean Rebondin              |        |
| 1831 - 1834 | Pitre Sengstack            |        |
| 1834 - 1841 | Pierre Marand              |        |
| 1841 - 1860 | Germain Raymond            |        |
| 1860 - 1865 | Pierre Lebreton            |        |
| 1865 - 1871 | Pierre Cabas               |        |
| 1871 - 1874 | Pierre Marand              |        |
| 1874 - 1876 | Pierre Ripoche             |        |
| 1876 - 1878 | Pitre Sengstack            |        |
| 1878 - 1884 | Pierre Marand              |        |
| 1884 - 1887 | Pierre Ripoche             |        |
| 1887 - 1892 | Jean Pouplard              |        |
| 1892 - 1895 | François Bernard           |        |
| 1895 - 1901 | Jean Pouplard              |        |
| 1902 - 1903 | François Bernard           |        |
| 1903 - 1904 | François Bousseau          |        |
| 1904 - 1908 | Pierre Poujade             |        |
| 1908 - 1912 | Joseph Bonnet              |        |
| 1912 - 1919 | François Bousseau          |        |
| 1919 - 1934 | Arthur Bernard de Lajartre |        |
| 1934 - 1965 | Joseph Bonnet              |        |
| 1965 - 1989 | Joseph Legoux              |        |
| 1989 - 2001 | Alexandre Pellerin         |        |
| 2001 - 2008 | Michel Anizan              | SE     |
| 2008 -      | Dominique Uberti           | SE     |